# Rollin H. Baker
Rollin Harold Baker (* 11. November 1916 in Cordova, Illinois; † 12. November 2007 in Houston, Texas) war ein US-amerikanischer Mammaloge, der sich vornehmlich mit Kleinsäugern (Nagetieren und Fledermäusen) befasste.

## Leben
Baker war der Sohn von Charles Laurence und Minnie Louise Baker, geborene Perkins. Seine Ausbildung umfasste den Abschluss der Austin High School in Austin, Texas, im Jahr 1933, einen Bachelor in Zoologie an der University of Texas at Austin im Jahr 1937 und einen Master in Entomologie an der Texas A&M University im Jahr 1938. 1948 wurde er mit der Dissertation The avifauna of Micronesia: its origin, evolution, and distribution zum Ph.D. in Zoologie an der University of Kansas promoviert.
Bakers berufliche Karriere spiegelte sein lebenslanges Interesse an der Fauna und der Wissenschaft wider. So arbeitete er von 1939 bis 1943 als Feldbiologe für die Texas Game, Fish and Oyster Commission (heute Texas Parks and Wildlife Department). Im März 1939 heiratete er Mary Waddell, Tochter des örtlichen Wildhüters Tom Waddell aus Eagle Lake, Texas. Aus dieser Ehe ging eine Tochter und zwei Söhne hervor.
Im Zweiten Weltkrieg diente er von 1943 bis 1946 als Marineoffizier, eine Zeit lang auf einem Zerstörer der Belknap-Klasse und zwei Jahre lang als Säugetierforscher und Ornithologe für die U.S. Naval Medical Research Unit No. 2, die tropische Krankheiten auf Guam und anderen Inseln im Südpazifik untersuchte. Baker setzte seinen Dienst in der Marinereserve bis 1976 fort und schied im Rang eines Captains aus der United States Navy aus.
Nach dem Krieg und dem Abschluss seiner Promotion war Baker von 1948 bis 1955 in verschiedenen akademischen Funktionen am Fachbereich Zoologie der University of Kansas tätig. Danach übernahm er die Position des Museumsdirektors und Professors für Zoologie sowie des Professors für Fischerei und Wildtiere an der Michigan State University (MSU) in East Lansing, wo er die nachfolgenden 27 Jahre verbrachte.
Baker war maßgeblich an der Verlegung des MSU-Museums in die ehemalige Schulbibliothek beteiligt, das zuvor in Glasvitrinen im Keller des Hörsaalgebäudes untergebracht war. Darüber hinaus spielte er eine bedeutende Rolle bei der Errichtung des Planetariums auf dem MSU-Campus und der Rettung sowie Restaurierung der alten Lokomotive Pere Marquette Engine 1225, die als Vorbild für die Lokomotive im Buch Der Polarexpress von Chris Van Allsburg diente und in Owosso, Michigan, betrieben wurde.
Nach seiner Pensionierung im Jahr 1982 zog Baker nach Eagle Lake, wo er die Gründung des Prairie Edge Museum unterstützte und als dessen Kurator fungierte. Er setzte seine zoologischen Forschungen und Schriften fort und schrieb Historienromane und Theaterstücke. Mit seiner Frau Mary lebte er auf ihrer Muddy Creek Ranch in der Nähe von Rock Island, Texas. Im Laufe seiner Karriere verfasste Baker Hunderte wissenschaftliche Arbeiten, viele davon im Zusammenhang mit seinen ausgedehnten Exkursionen nach Mexiko. Er beschrieb zahlreiche neue Säugetiere, veröffentlichte 1983 das Buch Michigan Mammals, das zum Standardwerk avancierte, erhielt zahlreiche Auszeichnungen und Ehrungen und förderte mehrere Studenten, darunter J. Knox Jones, Jr., James S. Findley, Sydney Anderson und Robert L. Packard, die sich als Mammalogen einen Namen gemacht haben.
Baker war fast 30 Jahre lang Mitglied des Kiwanis Clubs in East Lansing, ab 1987 Mitglied des Rotary Clubs in Eagle Lake und Mitglied der Colorado County (Texas) Historical Commission. Zudem gehörte er zahlreichen akademischen und wissenschaftlichen Gesellschaften und Organisationen an.
1959 wurde Baker zum Fellow der American Association for the Advancement of Science gewählt.

## Erstbeschreibungen von Rollin H. Baker
Arten
- Neotoma angustapalata
- Peromyscus ochraventer
- Myotis auriculus
- Myotis planiceps

Unterarten
- Perognathus flavus medius
- Perognathus flavus pallescens
- Perognathus flavus parviceps
- Cratogeomys castanops bullatus
- Cratogeomys castanops jucundus
- Cratogeomys castanops sordidulus
- Cratogeomys castanops ustulatus
- Scalopus aquaticus alleni
- Scalopus aquaticus montanus
- Pipistrellus subflavus clarus
- Antrozous pallidus obscurus
- Myotis auriculus auriculus
- Thomomys bottae angustidens
- Thomomys bottae humilis
- Thomomys bottae retractus
- Thomomys bottae villai